# フォルカー・シュレンドルフ
フォルカー・シュレンドルフ （Volker Schlöndorff, 1939年3月31日 - ） は、ドイツの映画監督、脚本家。1960年代後半から1980年代前半まで巻き起こったドイツの映画運動ニュー・ジャーマン・シネマの代表的な監督の一人である。

## 来歴
1939年3月31日、ヴィースバーデンで生まれた。1956年に一家でフランスに移住。パリで経済学と政治学を学んだ後、高等映画学院に入学した。その後、ルイ・マルやジャン＝ピエール・メルヴィル、アラン・レネの元で助監督を務めた。
1960年、短編『Wen kümmert's?』で映画監督としてデビュー。1963年には中編ドキュメンタリー『Méditerranée』をジャン＝ダニエル・ポレと共同で監督した。1966年、初の長編『テルレスの青春』を発表。第19回カンヌ国際映画祭で国際映画批評家連盟賞を受賞した。
1971年、『ルート・ハルプファスの道徳』などの作品に出演していた女優マルガレーテ・フォン・トロッタと結婚。1973年にはプロダクションカンパニー「Bioskop Film」を設立。1975年、ハインリヒ・ベルの小説を映画化した『カタリーナ・ブルームの失われた名誉』をフォン・トロッタと共同で監督。1979年、ギュンター・グラスの同名小説を映画化した『ブリキの太鼓』を発表。第32回カンヌ国際映画祭でパルム・ドールを受賞し、翌1980年の第52回アカデミー賞ではアカデミー外国語映画賞を受賞した。
1980年代からはフランスやアメリカでも映画製作を行い、マルセル・プルースト原作の『スワンの恋』（1984年）やアーサー・ミラー原作の『セールスマンの死』（1985年）、マーガレット・アトウッド原作の『侍女の物語』（1990年）などの文芸作品を発表した。
近年は『魔王』（1996年）や『9日目 〜ヒトラーに捧げる祈り〜』（2004年）、『シャトーブリアンからの手紙』（2011年）、『パリよ、永遠に』 （2014年）など、主に第二次世界大戦に関連した作品を製作している。

## 監督作品

### 長編
- テルレスの青春 Der Junge Törless （1966年）
- Mord und Totschlag （1967年）（英題：A Degree of Murder）
- Michael Kohlhaas - Der Rebell （1969年）
- バール Baal （1970年） テレビ映画
- 突然裕福になったコンバッハの貧しい人々 Der plötzliche Reichtum der armen Leute von Kombach （1971年） テレビ映画
- ルート・ハルプファスの道徳 Die Moral der Ruth Halbfass （1972年）
- つかの間の情熱 Strohfeuer （1972年）
- Übernachtung in Tirol （1974年） テレビ映画
- カタリーナ・ブルームの失われた名誉 Die verlorene Ehre der Katharina Blum （1975年） マルガレーテ・フォン・トロッタと共同監督
- とどめの一発 Der Fangschuß （1976年）
- Nur zum Spaß, nur zum Spiel （1977年） ドキュメンタリー
- 秋のドイツ Deutschland im Herbst （1978年） オムニバス
- ブリキの太鼓 Die Blechtrommel （1979年）
- Der Kandidat （1980年） ドキュメンタリー
- Die Fälschung （1981年）
- Krieg und Frieden （1982年） ドキュメンタリー
- スワンの恋 Un Amour de Swan （1984年）
- セールスマンの死 Death of a Salesman （1985年） テレビ映画
- ルイジアナの夜明け A Gathering of Old Men （1987年） テレビ映画
- 侍女の物語 The Handmaid's Tale （1990年）
- ボイジャー Homo Faber  （1991年）
- The Michael Nyman Songbook （1992年） ドキュメンタリー
- Billy Wilder, wie haben Sie's gemacht? （1992年） テレビシリーズ
- 魔王 Der Unhold （1996年）
- レア魔性の肉体 Palmetto （1998年）
- Die Stille nach dem Schuß （2000年）
- Ein Produzent hat Seele oder er hat keine （2002年） ドキュメンタリー
- 9日目 〜ヒトラーに捧げる祈り〜 Der neunte Tag （2004年）
- Enigma - Eine uneingestandene Liebe （2005年）
- Billy Wilder Speaks （2006年） ドキュメンタリー
- Strajk - Die Heldin von Danzig （2006年）
- Ulzhan （2007年）
- シャトーブリアンからの手紙 La mer à l'aube （2011年）
- パリよ、永遠に Diplomatie （2014年）
- 男と女、モントーク岬で Return to Montauk （2017年）

### 短編
- Wen kümmert's? （1960年）
- Méditerranée （1963年） ドキュメンタリー。ジャン＝ダニエル・ポレと共同監督
- Unheimlicher Moment, Ein （1967年） オムニバス『Der Paukenspieler』の一篇
- Deutscher Film in Japan und das japanische Kino （1971年） ドキュメンタリー。テレビシリーズ『Aspekte』の一話
- Les raisons de Georgina （1975年） テレビシリーズ『Nouvelles de Henry James』の一話
- Le parfait soldat （1996年） テレビシリーズ『Lumière sur un massacre』の一話
- 啓示されし者 The Enlightenment （2002年） オムニバス『10ミニッツ・オールダー イデアの森』の一篇

## 受賞
- 1966年 第19回カンヌ国際映画祭国際映画批評家連盟賞 （『テルレスの青春』）
- 1966年 ドイツ映画賞新人監督賞、脚本賞 （『テルレスの青春』）
- 1971年 サン・セバスティアン国際映画祭国際カトリック映画事務局賞 （『突然裕福になったコンバッハの貧しい人々』）
- 1971年 ドイツ映画賞監督賞 （『突然裕福になったコンバッハの貧しい人々』）
- 1975年 サン・セバスティアン国際映画祭国際カトリック映画事務局賞 （『カタリーナ・ブルームの失われた名誉』）
- 1977年 ドイツ映画賞監督賞 （『とどめの一発』）
- 1979年 第32回カンヌ国際映画祭パルム・ドール （『ブリキの太鼓』）
- 1980年 第52回アカデミー賞外国語映画賞 （『ブリキの太鼓』）
- 1980年 第6回ロサンゼルス映画批評家協会賞外国語映画賞 （『ブリキの太鼓』）
- 1980年 デンマーク映画批評家協会賞ヨーロッパ映画賞 （『ブリキの太鼓』）
- 1982年 第55回キネマ旬報ベスト・テン外国語映画賞 （『ブリキの太鼓』）
- 1982年 第24回ブルーリボン賞外国語映画賞 （『ブリキの太鼓』）
- 1996年 第53回ヴェネツィア国際映画祭国際カトリック映画事務局賞 （『魔王』）
- 1998年 第34回全米映画批評家協会賞国際自由賞
- 2000年 第50回ベルリン国際映画祭ブルー・エンジェル賞 （『Die Stille nach dem Schuß』）
- 2000年 モントリオール世界映画祭アメリカ特別大賞
- 2004年 ミュンヘン映画祭ベルンハルト・ヴィッキ映画賞 （『9日目 〜ヒトラーに捧げる祈り〜』）
- 2004年 ビーベラハ映画祭グランプリ （『9日目 〜ヒトラーに捧げる祈り〜』）
- 2005年 ファジル映画祭グランプリ （『9日目 〜ヒトラーに捧げる祈り〜』）
- 2012年 ルション国際映画祭監督賞 （『シャトーブリアンからの手紙』）